# Giesbertiolus linnaei
Giesbertiolus linnaei är en skalbaggsart som beskrevs av Jan Krikken 2008. Giesbertiolus linnaei ingår i släktet Giesbertiolus och familjen Cetoniidae. Inga underarter finns listade i Catalogue of Life.

## Bildgalleri

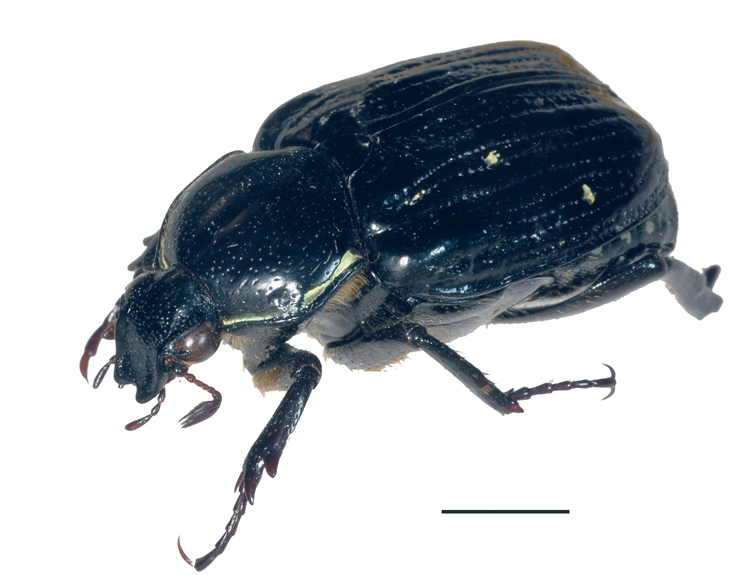